# AirTag
AirTag — це пристрій відстеження, розроблений Apple .  AirTag призначений для пошуку ключів, який допомагає людям знаходити особисті предмети (наприклад, ключі, сумки, одяг, невеликі електронні пристрої, транспортні засоби). Щоб знаходити втрачені предмети, AirTag використовують краудсорсингову мережу Apple Локатор, яка на початку 2021 року, за оцінками, складається з приблизно одного мільярда пристроїв у всьому світі, які виявляють сигнали Bluetooth і анонімно повідомляють про них.  AirTag сумісні з будь-яким пристроєм iPhone, iPad або iPod Touch, який підтримує iOS / iPadOS 14.5 або пізнішої версії, включаючи iPhone 6S або пізнішої версії (включаючи iPhone SE 1, 2 і 3 ). Використовуючи вбудований чіп U1 на iPhone 11 або пізніших моделях (крім моделей iPhone SE), користувачі можуть точніше визначати місцезнаходження об’єктів за допомогою ультраширокосмугової технології (UWB). AirTag було анонсовано 20 квітня 2021 року,   стало доступним для попереднього замовлення 23 квітня та випущено 30 квітня.

## Історія
Ходили чутки, що продукт розроблявся у квітні 2019 року  У лютому 2020 року повідомлялося, що Asahi Kasei був готовий поставити Apple десятки мільйонів ультраширокосмугових (UWB) деталей для AirTag, за чутками, у другому та третьому кварталах 2020 року, але врешті постачання було відкладено.  2 квітня 2020 року відео YouTube на сторінці служби підтримки Apple  також підтвердило AirTag.  У випуску iOS 14 .0 від Apple було виявлено код, який описував багаторазову та знімну батарею, яка використовуватиметься в AirTag.   У березні 2021 року MacWorld заявив, що бета-версія iOS 14.5 інтерфейсу Find My містить функції «Предмети» та «Аксесуари», призначені для підтримки AirTag для «рюкзака, багажу, навушників» та інших об’єктів користувача.  AppleInsider зазначив, що бета-версія включала попередження про безпеку щодо «неавторизованих AirTag», які постійно знаходяться поблизу користувача. 

## Особливості

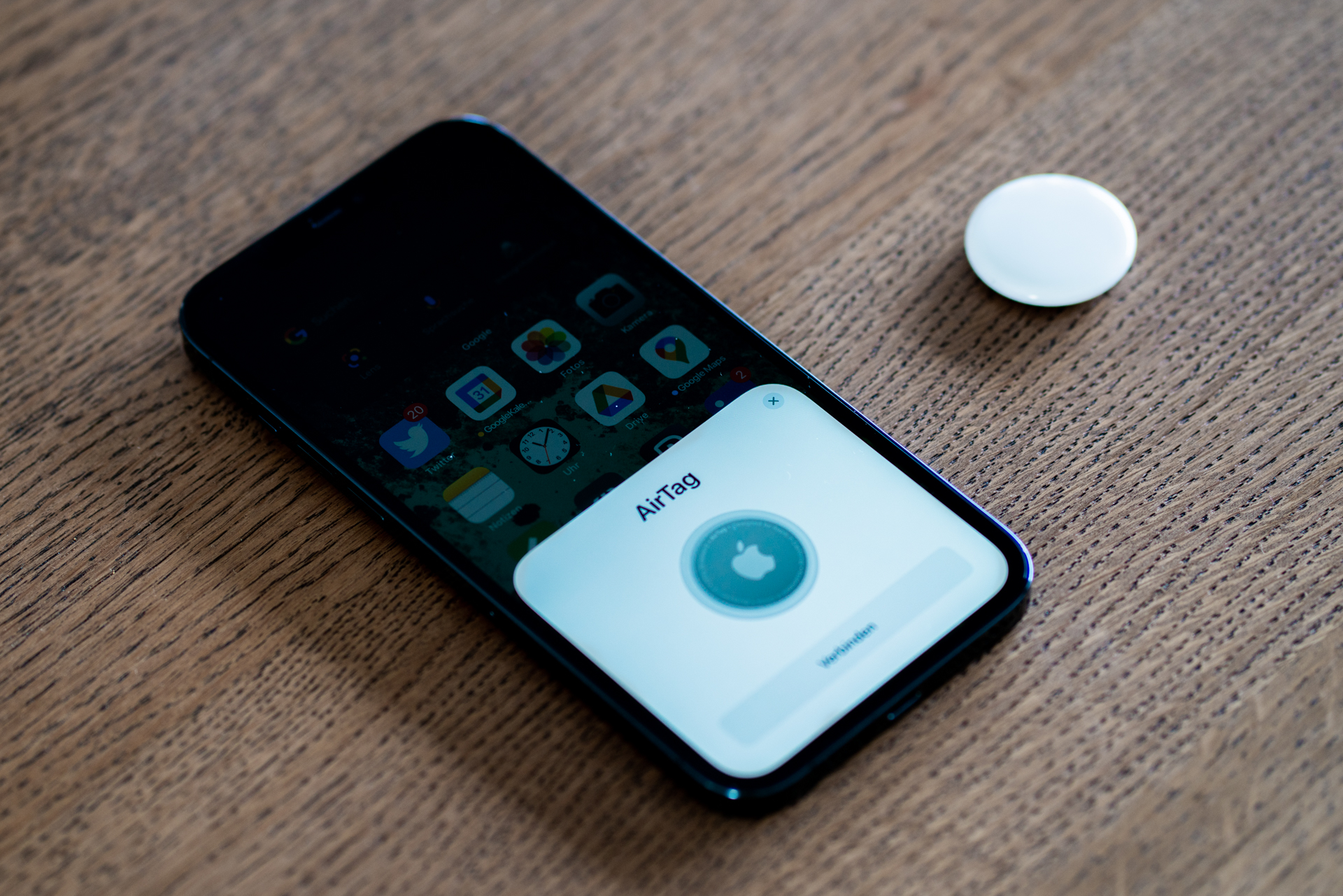
AirTag налаштовано на iOS

З AirTag можна взаємодіяти за допомогою програми Локатор. Користувачі можуть запускати AirTag для відтворення звуку з програми. iPhone, оснащені чіпом U1, можуть використовувати функцію "Precision Tracking", щоб визначити напрямок і точну відстань до AirTag. Точне відстеження використовує ультраширокий діапазон . 
AirTag не є супутниковими навігаційними пристроями . AirTag розташовані на карті у додатку Локатор за допомогою сигналів Bluetooth від інших анонімних пристроїв iOS і iPadOS у всьому світі. Щоб запобігти небажаному відстеженню, пристрій iOS / iPadOS сповістить свого власника, якщо здається, що чужий AirTag знаходиться з ним, а не з власником AirTag, занадто довго.  Якщо AirTag знаходиться поза зоною дії будь-якого пристрою Apple протягом більше ніж 8-24 годин , він почне подавати звуковий сигнал, щоб попередити людину про те, що AirTag може бути розміщений у його власності. 
Користувачі можуть позначити AirTag як втрачений і надати номер телефону та повідомлення, будь-який користувач iPhone може побачити цей номер телефону та повідомлення за допомогою функції «Ідентифікувати знайдений предмет» у додатку Локатор, яка використовує технологію зв’язку ближнього поля (NFC). Крім того, телефони Android і Windows 10 Mobile з NFC можуть ідентифікувати AirTag за допомогою дотику, який перенаправлятиме на веб-сайт із повідомленням і номером телефону.  
Для AirTag потрібен Apple ID і iOS або iPadOS 14.5 або новішої версії.  У ньому використовується літієва батарея CR2032, який можна замінити з однорічним терміном служби батареї (хоча батареї з гіркими речовинами, захищеними від дітей, не можна використовувати через конструкцію терміналу батареї AirTag).  Максимальна відстань відстеження Bluetooth оцінюється приблизно в 100 метрів. Водонепроникність AirTag відповідає стандарту IP67 від води та пилу; AirTag може витримати 30 хвилин занурення у воду в стандартних лабораторних умовах. Кожен Apple ID обмежений 16 AirTag. 

## Історія версій прошивки
Apple не надає користувачам можливості змусити AirTag виконати оновлення прошивки. Оновлення мікропрограми може відбуватися автоматично щоразу, коли AirTag знаходиться в зоні дії iPhone (під керуванням iOS 14.5 або пізнішої версії), з яким він підключений, і коли в обох є достатній заряд акумулятора.
|  | Попередній випуск |  | Поточний випуск |

| Версія  | Будувати | Дата випуску      | Примітки до випуску |
| ------- | -------- | ----------------- | --- |
| 1.0.225 |          | April 30, 2021    | Початкова збірка випуску при запуску |
| 1.0.276 | 1A276d   | June 3, 2021      | Оновлення конфіденційності, яке змінює період часу, потрібний AirTag для відтворення звуку після того, як він був відокремлений від свого власника. Поставляється з випадковим періодом часу, який коливається від 8 до 24 годин після розлуки.                                                                      |
| 1.0.276 | 1A287b   | June 22, 2021     | Невідомо |
| 1.0.291 | 1A291a   | August 26, 2021   | Невідомо |
| 1.0.291 | 1A291c   | August 31, 2021   | Невідомо |
| 1.0.291 | 1A291e   | September 7, 2021 | Невідомо |
| 1.0.301 | 1A301    | April 26, 2022    | Налаштування небажаного звуку відстеження, щоб легше знаходити невідомий AirTag. |
| 2.0.24  | 2A24e    | November 10,2022  | Вмикає "Precision Finding", щоб допомогти визначити місцезнаходження невідомої AirTag, яка рухається разом з людиною. Якщо iPhone не активний, сповіщення попереджає користувача iPhone, коли AirTag, відокремлений від свого власника, подорожує з користувачем і видає звук, щоб вказати, що його було переміщено. |
| 2.0.36  | 2A36     | December 12, 2022 | Вирішує проблему, коли акселерометр не активується в певних сценаріях. |
| 2.0.61  | 2A61     | October 31, 2023  | Невідомо |

## Додатки

### Відстеження зареєстрованого багажу
AirTag стали надзвичайно популярними серед мандрівників для відстеження зареєстрованого багажу на рейсах і надання їм можливостей у разі втрати багажу перевізниками.     У відповідь Lufthansa заявила, що AirTag не можна використовувати в багажі, перевіреному перевізником.     Перевізник відмовився після оцінки ризиків німецькими органами управління ризиками після широко поширеної критики та звинувачень у тому, що він намагався уникнути відповідальності.   Федеральна авіаційна адміністрація постановила, що зберігання AirTag у зареєстрованому багажі дозволено і не становить загрози безпеці, незважаючи на наявність батарей. 

### Здатність стежити
Незважаючи на те, що Apple включила технології, які допомагають запобігти небажаному відстеженню чи переслідуванню, The Washington Post виявила, що обійти встановлені системи було «страшно легко». Це було описано як «подарунок сталкерам».  Занепокоєння включали вбудовану звукову сигналізацію, яка тривала три дні, і той факт, що більшість американців мали пристрої Android, які не отримували сповіщення про сусідні AirTag, які отримують пристрої iPhone.  Більшість компонентів AirTag неможливо замінити належним чином, але було виявлено, що AirTag із примусово видаленими динаміками від решти компонентів використовувалися для відстеження людей. AirTag не може виявити цю зміну, тому людям буде важче дізнатися, що AirTag переслідував їх.  AirTag із видаленими динаміками були знайдені у продажу на таких сайтах, як eBay та Etsy.  У січні 2022 року BBC News поспілкувалася з шістьма жінками, які заявили, що знайшли незареєстровані AirTag у таких речах, як автомобілі та сумки. 
Наприкінці 2021 року Apple випустила додаток під назвою "Tracker Detect" у магазині Google Play, щоб допомогти користувачам Android 9 або пізніших версій виявляти поблизу себе невідомі AirTag у «загубленому» стані та потенційно використовуються для зловмисного відстеження.   Однак додаток не працює у фоновому режимі. 
У лютому 2022 року Apple додала попередження для користувачів, які встановлюють свої AirTag, сповіщаючи їх про те, що використання пристрою для відстеження людей є незаконним і пристрій призначений лише для відстеження особистих речей.  Якщо AirTag розлучився зі своїм власником, потрібно 8-24 годин, щоб почути сигнал. 

### Стеження за автомобілями
Національна пошта Канади повідомила, що AirTags були розміщені на транспортних засобах у торгових центрах і на стоянках без відома водіїв, щоб відстежити їх до їхніх домівок, де транспортні засоби будуть викрадені.  У відповідь на це Apple оголосила незадовго до WWDC 2021, що почала розгортати оновлення, які дозволять будь-кому з телефоном із підтримкою NFC натискати небажаний AirTag, щоб отримати інструкції щодо його відключення, і що вони зменшили час затримки звукового сигналу. сповіщення, яке лунає після того, як AirTag буде відокремлено від власника від трьох днів до випадкового часу між 8 та 24 годинами. 

### Запобігання крадіжкам та відновлення
AirTag використовувалися для відстеження викраденого майна та допомоги поліції в його поверненні законним власникам.  У лютому 2023 року сім'я з Північної Кароліни виявила, що їхню машину викрали. У координації з місцевою поліцією вони використали AirTag, розміщений у транспортному засобі, щоб визначити місцезнаходження автомобіля та змогли повернути своє майно.  Повідомляється, що поліція була в захваті від легкості, з якою їй вдалося заарештувати злочинців і повернути майно завдяки AirTag. 

## Критика

### Троянський кінь
Користувачам, які встановили свої AirTag у режим втрати, буде запропоновано вказати контактний номер телефону, за яким шукачі зможуть зателефонувати. У вересні 2021 року дослідник безпеки Брайан Кребс зазначив, що поле телефонного номера фактично прийматиме будь-який тип введення, включаючи довільний комп’ютерний код, що відкриває потенційне використання AirTag як троянських пристроїв. 

### Tile
Виробник подібних продуктів Tile розкритикував Apple за використання схожих технологій і дизайну з трекерами Tile.  Речники Tile дали свідчення Конгресу Сполучених Штатів, заявивши, що Apple підтримує «антиконкурентну практику» , стверджуючи, що Apple робила це в минулому, і що вони вважають, що «цілком прийнятно, щоб Конгрес ухвалив ближчий погляд на бізнес-практику Apple». 

### Петля
Мітки AirTag не мають отворів чи інших механічних елементів, які дозволяли б надійно прикріпити або прикріпити їх до предмета, який відстежується; рішення включають клей (клей, скотч) і спеціальні аксесуари. Поліуретанова AirTag Loop є найдешевшим рішенням, яке продається Apple; він коштує стільки ж, скільки один AirTag, і його критикують як «податок на аксесуари». 

## Дивись також
- iBeacon
- Galaxy SmartTag
- Список пристроїв з підтримкою UWB